# Federico Andueza
Federico Andueza Velazco (Juan Lacaze, 25 maggio 1997) è un calciatore uruguaiano, difensore del Chacarita Juniors in prestito dal Sarmiento (J).

## Caratteristiche tecniche
È un difensore centrale.

## Carriera
Cresciuto nel settore giovanile dei Montevideo Wanderers, ha esordito in prima squadra il 15 marzo 2015 in occasione del match di campionato perso 2-1 contro l'Atenas.

## Palmarès

### Club

#### Competizioni nazionali
- Campionato uruguaiano: 1

Liverpool (M): 2023
- Copa Argentina: 1

Central Córdoba (SdE): 2024